# Women Talking
Women Talking är en amerikansk dramafilm från 2022. Filmen är regisserad av Sarah Polley och baseras på romanen med samma titel av författaren Miriam Toews. I rollerna syns bland annat Rooney Mara och Frances McDormand. Filmen fick en Oscar för Bästa manus efter förlaga och var även nominerad för Bästa film.
Filmen hade premiär den 2 september 2022 på Telluride Film Festival och gick upp på bio 27 januari 2023.

## Handling
En ung kvinna som sover ensam vaknar upp en morgon och upptäcker blåmärken och sår på sina lår och höfter – skador som ådragits efter en våldtäkt. 
En grupp kvinnor på en isolerad mennonitkoloni upptäcker år 2010 att män har använt djurbedövningsmedel på dem för att söva och våldta dem. Förövarna är arresterade i en närliggande stad och de flesta av männen i kolonin har rest dit för att bevaka domen. Kvinnorna är ensamma i två dagar och diskuterar hur de ska gå vidare. De håller en omröstning för om de ska stanna i kolonin som vanligt, stanna och slåss eller lämna kolonin. 

## Rollista (i urval)
- Rooney Mara – Ona
- Claire Foy – Salome
- Jessie Buckley – Mariche
- Judith Ivey – Agata
- Ben Whishaw – August
- Frances McDormand – Scarface Janz
- Sheila McCarthy – Greta[9]

## Mottagande
Women Talking fick ett väldigt gott mottagande bland både kritiker och publik. Filmen har till exempel 90% på Rotten Tomatoes. Många kritiker ansåg också att det var en av de bästa filmerna 2022.
Filmen vann och nominerades också till en rad priser. Däribland Oscarsnomineringar till bästa film och bästa manus, varav den vann den senare. På Golden Globe blev den nominerad till bästa manus och bästa filmmusik. På Critics Choice Awards fick den hela sex nomineringar och vann bästa manus.